# Paula von Firmian

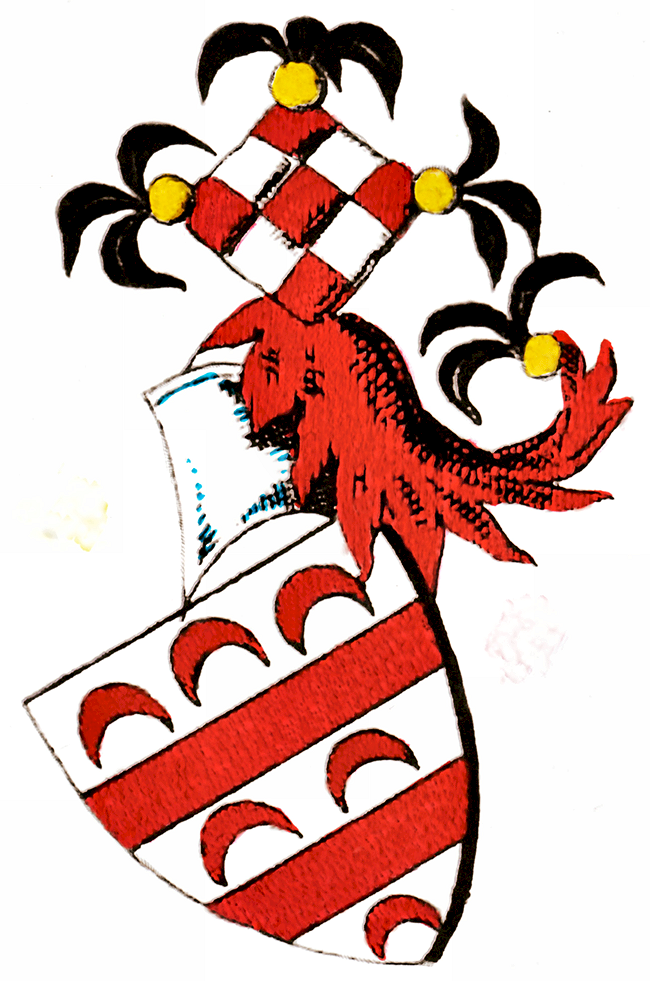
Stammwappen derer von Firmian

Paula Freifrau von Firmian geborene Cavalli († 1544) war eine österreichische Hofmeisterin italienischer Abstammung.

## Leben
Sie entstammte einer alten Veroneser Adelsfamilie Cavalli von Ross, die sich im Laufe der Jahrhunderte in mehrere Zweige aufteilte. Eine Linie soll in Venedig in das Patriziat aufgestiegen, eine andere in Brescia ansässig gewesen sein. Paula de Cavalli heiratete in erster Ehe den verwitweten Tiroler Landeshauptmann Viktor von Thun († 15. August 1487). Nach dessen Tod vermählte sie sich 1490 mit dem Hofmeister und Hauptmann an der Etsch Nikolaus von Firmian († 1510). Durch ihre italienische Herkunft diente sie seit 1494 Bianca Maria Sforza, der zweiten Frau des Kaisers Maximilian I. in Innsbruck als Hofmeisterin. Ihr Jahresgehalt betrug 200 Gulden. Zwischen 1513 und 1516 erbat sie vom Kaiser Maximilian I. die Intervention bei einem Gefangenenaustausch ihres Bruders Sigmund Cavalli, Häftling auf Burg Thaur mit der Republik Venedig. Nach einem mehrjährigen Aufenthalt bei ihrem Schwiegersohn, dem Kaiserlichen Rat und Hofmeister Michael von Wolkenstein-Rodenegg auf Schloss Bruck, um deren Kinder sie sich kümmerte, trat sie 1517 erneut als Hofmeisterin in die Dienste der Maria von Ungarn und der Anna von Böhmen und Ungarn, die sich jedoch seit 1521 größtenteils in Wien aufhielten. Folglich zog sie sich von der Stellung als Hofmeisterin zurück. Ihren Lebensabend verbrachte sie weiterhin in Innsbruck. Kaiser Karl V. sprach ihr eine Pension von jährlich 100 Gulden zu.

## Nachkommen
Aus ihrer ersten Ehe mit Viktor von Thun († 15. August 1487) gingen folgende Kinder hervor:
1. Balthasar († 1487)
2. Sebastian († 21. Oktober 1497)
3. Barbara († August 1509), heiratete Michael von Wolkenstein-Rodenegg († 17. März 1523)
4. Ursula, heiratete Jakob Fuchs von Fuchsberg
5. Dorothea, heiratete Dietrich von Boskowitz und Tschernahor († 1514)
6. Katharina, heiratete Georg von Firmian, Landeshauptmann von Tirol († 1541)